# Via di Pantaneto
Via di Pantaneto è una strada del centro storico di Siena, in Toscana.
La via costituisce uno dei più importanti assi stradali del centro storico della città, nonché arteria principale del terzo di San Martino e della contrada del Leocorno, anche se in alcuni punti è compresa nelle contrade di Valdimontone e del Nicchio. Ha inizio dalle logge del Papa, presso banchi di Sotto, e termina in via Roma poco oltre l'arco di San Maurizio.

## Storia
La strada, documentata sin dal XIII secolo, sostituì la via di San Martino quale arteria principale dell'omonimo terzo, che in origine coincideva con il tracciato della via Francigena. Il nome "Pantaneto" viene fatto risalire dalla tradizione popolare alle condizioni igienico-sanitarie del luogo, quando ancora la strada non era lastricata: ricorda Girolamo Macchi che «qui ci è sempre pantani e fanghi stante la grande acqua, quando piove, che va alla gavina di San Giorgio». Secondo alcuni studiosi, tuttavia, tale toponimo sarebbe da ricondurre alla presenza nel XIII secolo delle abitazioni dei Tarlati di Arezzo, noti anche come signori di Pantaneta.
In passato, la via dava il nome a una milizia cittadina afferente all'intero terzo, la Compagnia militare di Pantaneto, che aveva uno stemma azzurro con gigli dorati recante in campo un leopardo anch'esso d'oro, simbolo del rione poi divenuto un unicorno o un leocorno, dando il nome alla contrada.
Dopo l'unità d'Italia, la via venne intitolata a Bettino Ricasoli dall'arco di San Maurizio fino alla croce del Travaglio (comprendendo, quindi, anche banchi di Sotto). Alla fine della prima guerra mondiale, il tratto compreso tra la croce del Travaglio e la via di Follonica prese il nome di "via Trento". Infine, nel 1931, in seguito all'ordinanza del podestà Fabio Bargagli Petrucci in merito alla toponomastica cittadina, la strada recuperò la denominazione originaria tra San Maurizio e le logge del Papa.

## Descrizione
Provenendo da fuori città, la via appare come il prolungamento di via Roma oltre l'arco di San Maurizio, che segna il limite dell'antica cinta duecentesca. La via si snoda tra antichi palazzi, come quello al 127-129, con finestre dagli archetti a sesto acuto, oppure palazzo Sozzini-Malavolti, affrescato all'interno da Luigi Ademollo. In angolo con via di Follonica, la casa-torre detta dell'Assassino. 
Sulla strada si affaccia anche la chiesa di San Giorgio e, nelle immediate vicinanze, si trova la chiesa di San Giovanni Battista della Staffa, ovvero contrada del Leocorno. Poco prima delle logge del Papa si trova la fonte di Pantaneto.

### Edifici e monumenti
- Palazzo Placidi (nn. 1-9)
- Palazzo Luti (nn. 10-12)
- Palazzo Petroni (nn. 11-15)
- Fonte di Pantaneto
- Ex ospedale dell'Arciconfraternita di Misericordia (nn. 14-36)
- Palazzo del Leone (nn. 21-25)
- Torre di Lattaia (n. 27)
- Torre dell'Assassino (nn. 35-37)
- Palazzo Sozzini-Malavolti (nn. 39-51)
- Casa Gamberucci (nn. 53-55)
- Casa Gori (nn. 57-61)
- Palazzo de' Vecchi (nn. 60-68)
- Palazzo Trecerchi (nn. 63-67)
- Palazzo Bulgarini (nn. 70-72)
- Palazzo Griffoli Bandinelli (nn. 74-80)
- Palazzo Tommasi (nn. 87-93)
- Palazzo Landucci (nn. 95-103)
- Palazzo Biringucci Landi Bruchi (n. 105)
- Palazzo Bandinelli (nn. 112-118)
- Chiesa di San Giorgio
- Porta di San Giorgio (scomparsa)
- Palazzo di Biagio di Cecco Cartaio (nn. 127-129)
- Arco di San Maurizio
- Tabernacolo di Sant'Antonio abate (di Pier Luigi Olla)